# Ermündigung
Ermündigung (von mündig, „volljährig, reif, zu selbstständiger Entscheidung befähigt“) leitet sich vom Begriff Entmündigung ab und wurde als Antonym zu diesem gebildet.

## Ermündigung in der Medizin
Der Begriff Ermündigung umschreibt Maßnahmen, die einem Patienten durch Transparenz, Information und Aufklärung seine Behandlung besser verständlich machen, sich günstig auf die Genesung des Erkrankten auswirken aber auch zu effizienterem Einsatz der finanziellen und personellen Ressourcen im modernen Gesundheitswesen beitragen sollen.

## ProjektErmündigung(„Ermündigungswohnung“)
Ermündigung bezieht sich hier auf das Schaffen von Möglichkeiten, im Alter oder mit einer körperlichen Einschränkung selbstbestimmt zu leben. Das Pilotprojekt Ermündigung wurde Ende 2014 vom Gesundheitsdienstleister OTB GmbH in Kooperation mit dem Institut für Gebäudetelematik an der Technischen Hochschule Wildau initiiert. Gemeinsam mit ca. 50 Partnern aus Forschung, Industrie und Dienstleistung wurde in Berlin eine barrierefreie Ambient Assisted Living (AAL)-Musterwohnung mit einer Wohnfläche von 140 Quadratmetern eingerichtet.
In der „Ermündigungswohnung“ sind mehr als hundert alters- und behindertengerechte Produkte, technische Lösungen und Assistenzsysteme in eine klassische Wohnsituation mit Wohn-, Schlaf- und Badezimmer sowie Flur, Küche und WC integriert. Alle verbauten Komponenten sind auf dem Markt erhältlich. Die Musterwohnung kann in Berlin-Marzahn besichtigt werden. Das Projekt „Ermündigung“ bzw. die Musterwohnung wurden 2015 mit dem dritten Platz in der Kategorie „Bestes realisiertes Projekt“ ausgezeichnet.